# Brinckochrysa chlorosoma
Brinckochrysa chlorosoma är en insektsart som först beskrevs av Longinos Navás 1914.  
Brinckochrysa chlorosoma ingår i släktet Brinckochrysa och familjen guldögonsländor. Inga underarter finns listade i Catalogue of Life.